# Waldfisch
Waldfisch ist ein Ortsteil der Kreisstadt Bad Salzungen im Wartburgkreis in Thüringen. 237 Einwohner leben derzeit (Stand: 7. Januar 2020) in Waldfisch.

## Geografie

### Geografische Lage
Der Ortsteil Waldfisch befindet sich am südwestlichen Rand des Thüringer Waldes ca. 6 km nordöstlich der Kreisstadt Bad Salzungen.

### Nachbarorte
Waldfisch grenzt im Nordosten an die Stadt Ruhla und im Osten an den Ortsteil Schweina der Stadt Bad Liebenstein. Im Süden, Westen und Norden folgen die Bad Salzunger Ortsteile Gumpelstadt, Möhra, Kupfersuhl und Etterwinden.

### Berge
Die Landschaft um Waldfisch wird im Nordosten von der Kammlinie des Thüringer Waldes mit dem Rennsteig und dem markanten Windsberg (670,6 m ü. NN) sowie im Osten von der Alten Warth (435,5 m ü. NN) bestimmt.
Als höchster Punkt der Gemeinde gilt der Hohe Kissel (648,6 m ü. NN). Bemerkenswert sind auch die Berge und Hügel Großer Arnsberg (647,7 m ü. NN), Rehberg (430,2 m ü. NN), Spitzberg (363,8 m ü. NN), Heiligenberg (363,6 m ü. NN) und Reckberg (338,2 m ü. NN).

### Flüsse
Der Ortsname Waldfisch wurde einst abgeleitet von dem Bach Fischa, der am Kissel entspringt und durch den Saargrund nach Süden abfließt, den Moorbach aufnimmt und als rechter Nebenfluss bei Barchfeld in die Werra mündet.

## Geschichte

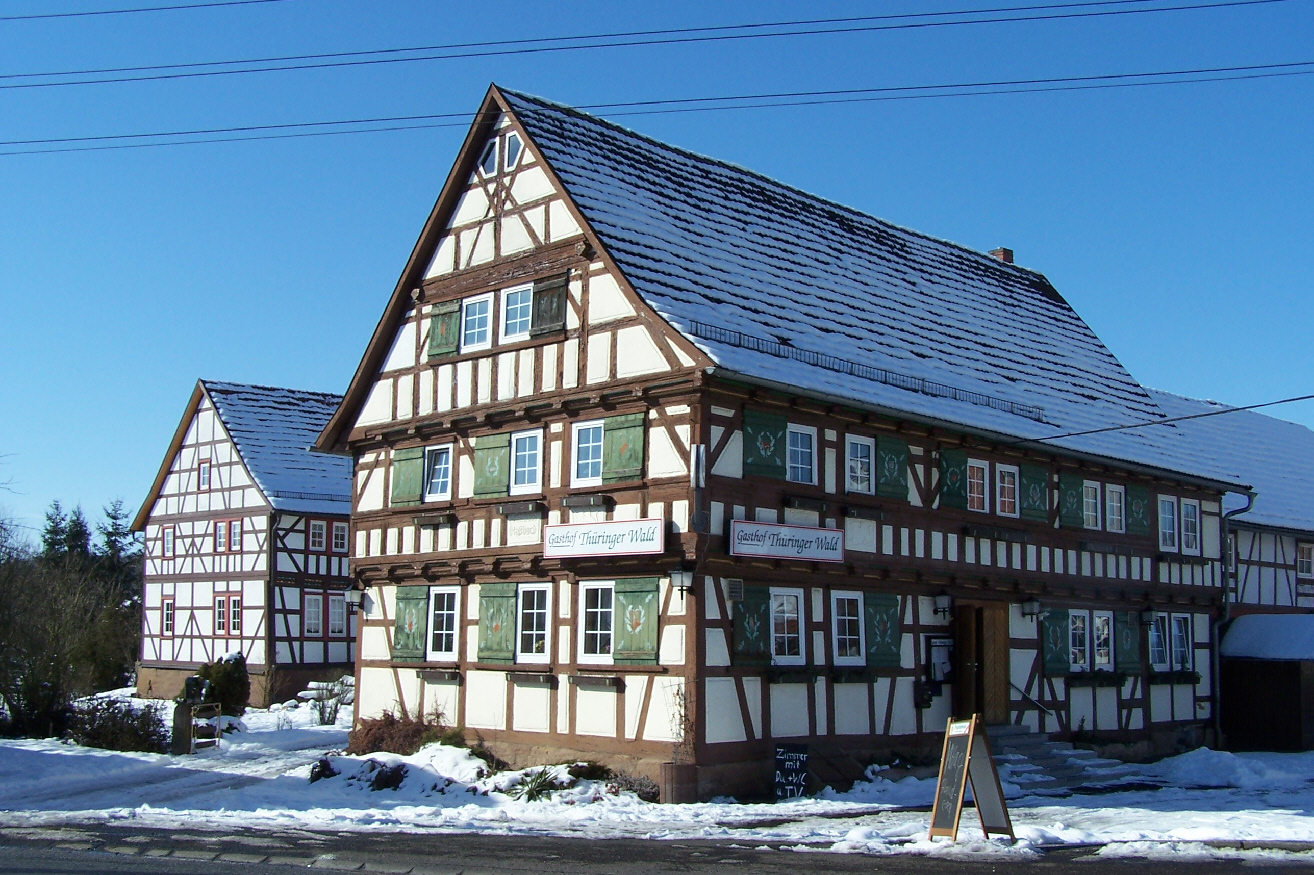
Das Wirtshaus Thüringer Wald im Ortszentrum

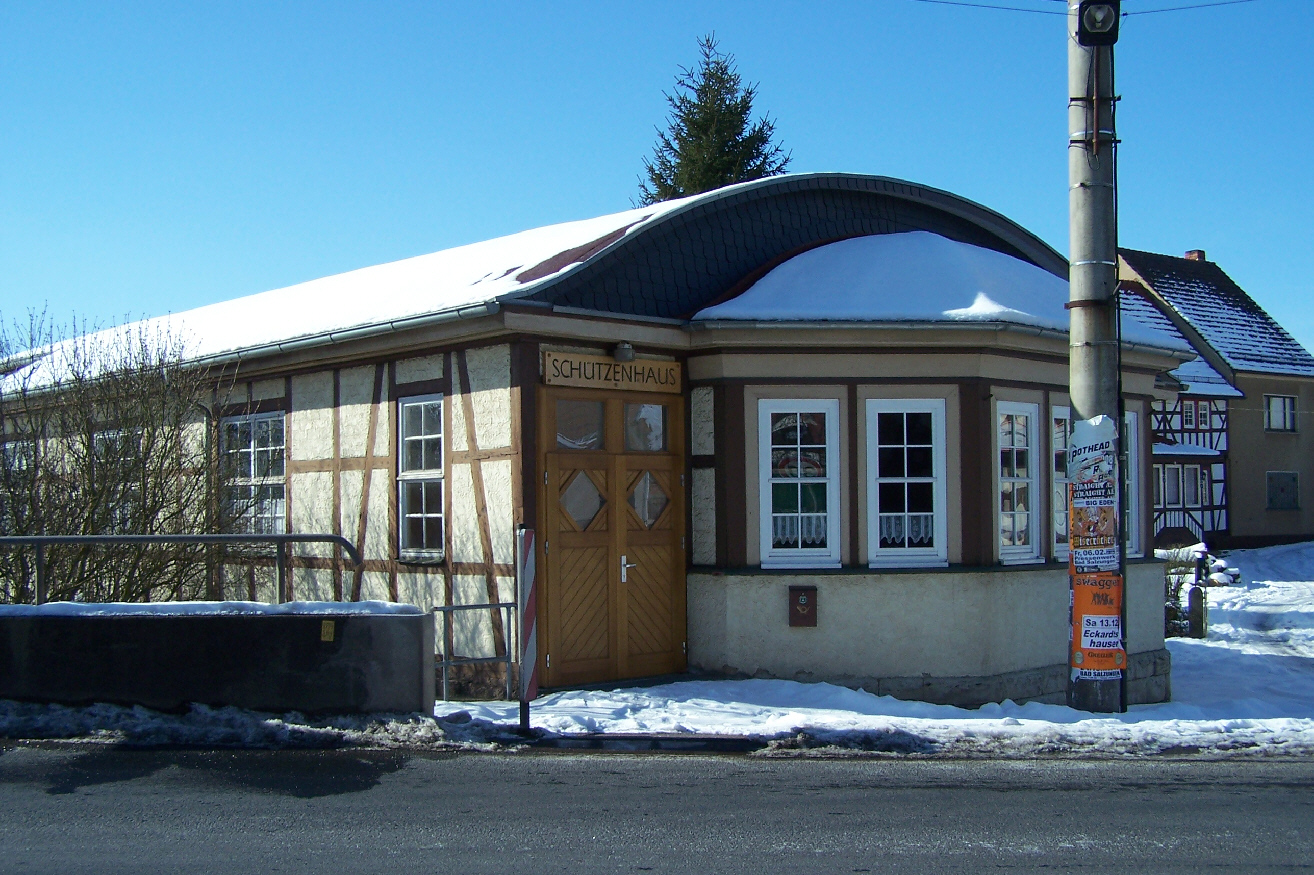
Das Schützenhaus

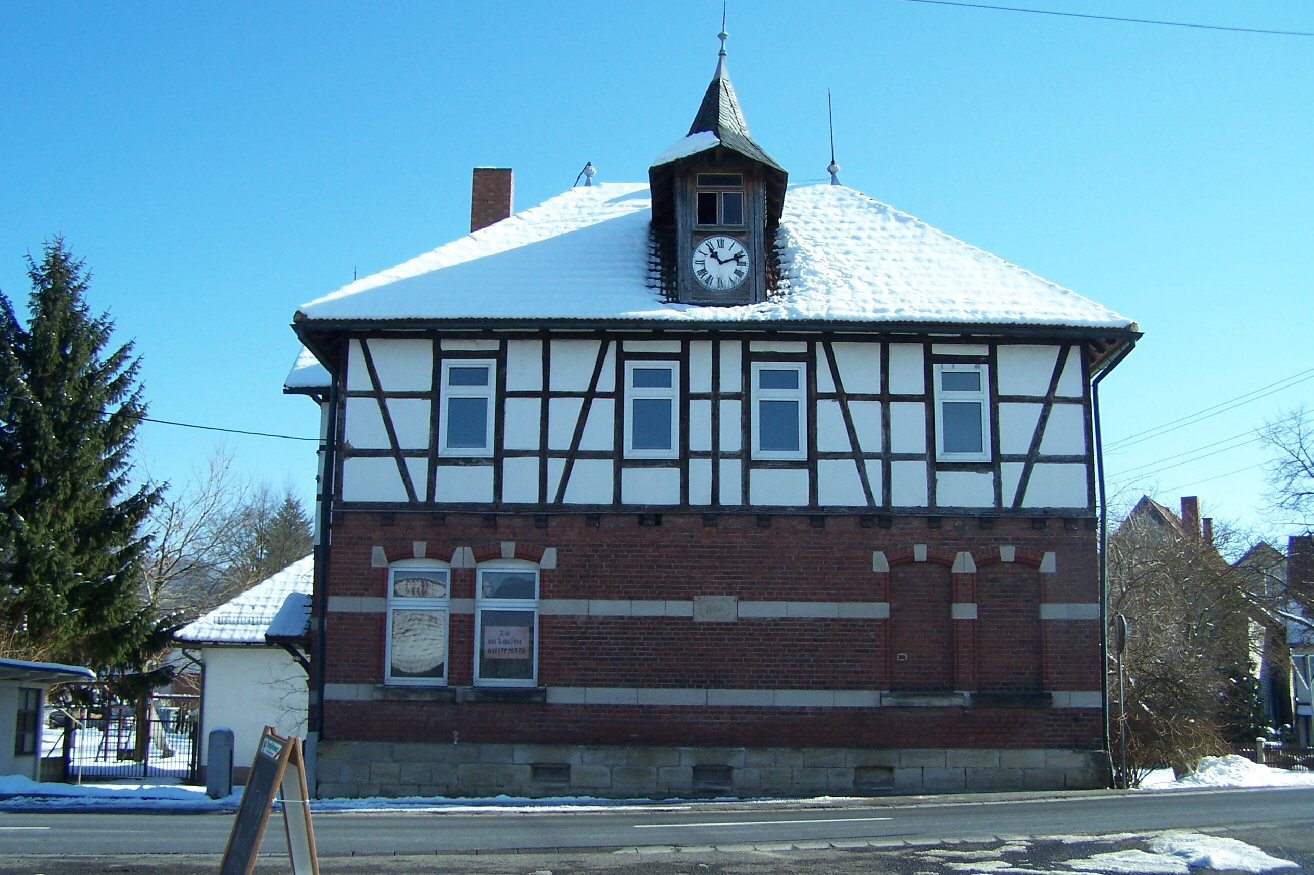
Die alte Dorfschule

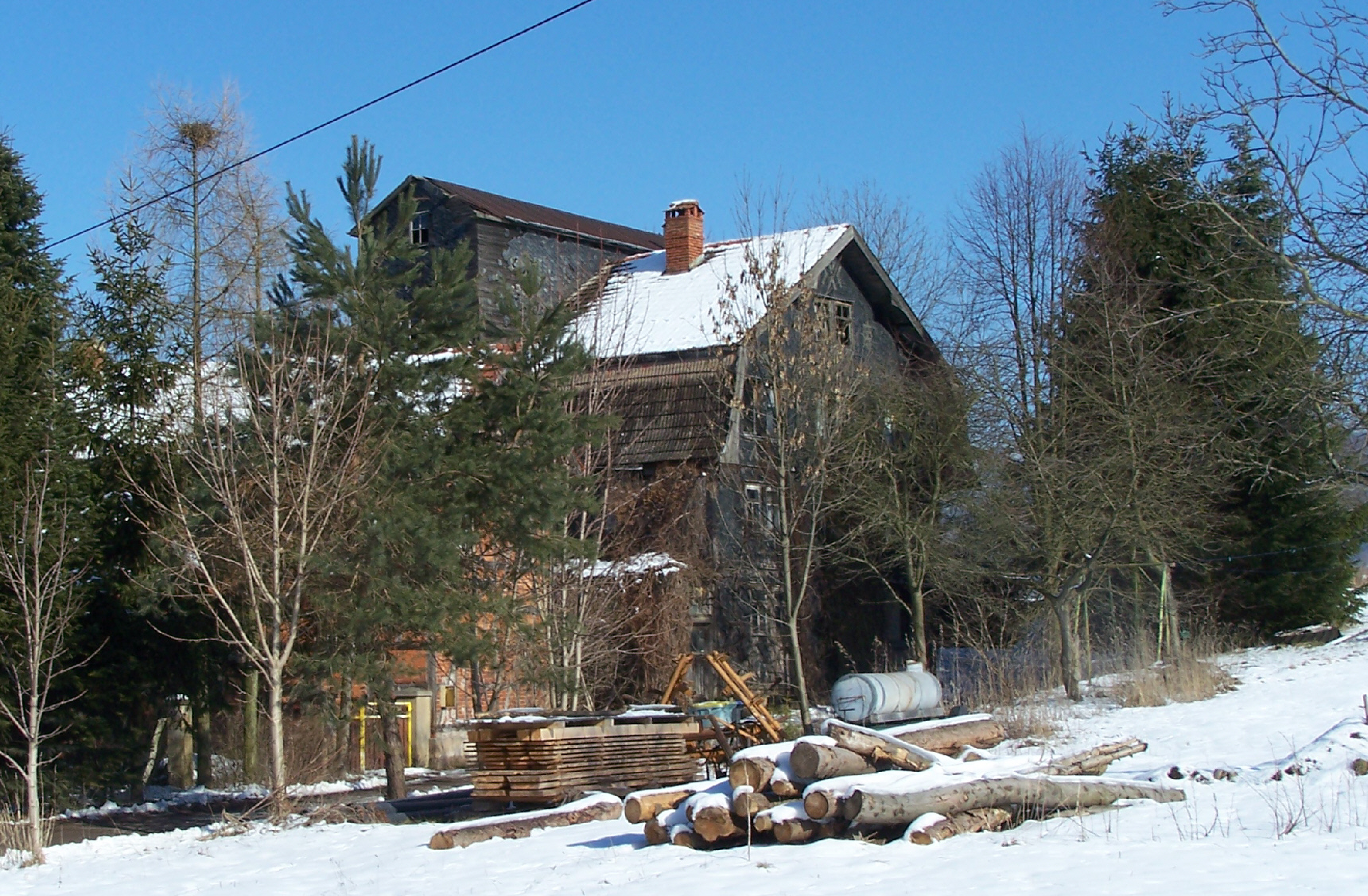
Die Erbachsmühle südlich von Waldfisch

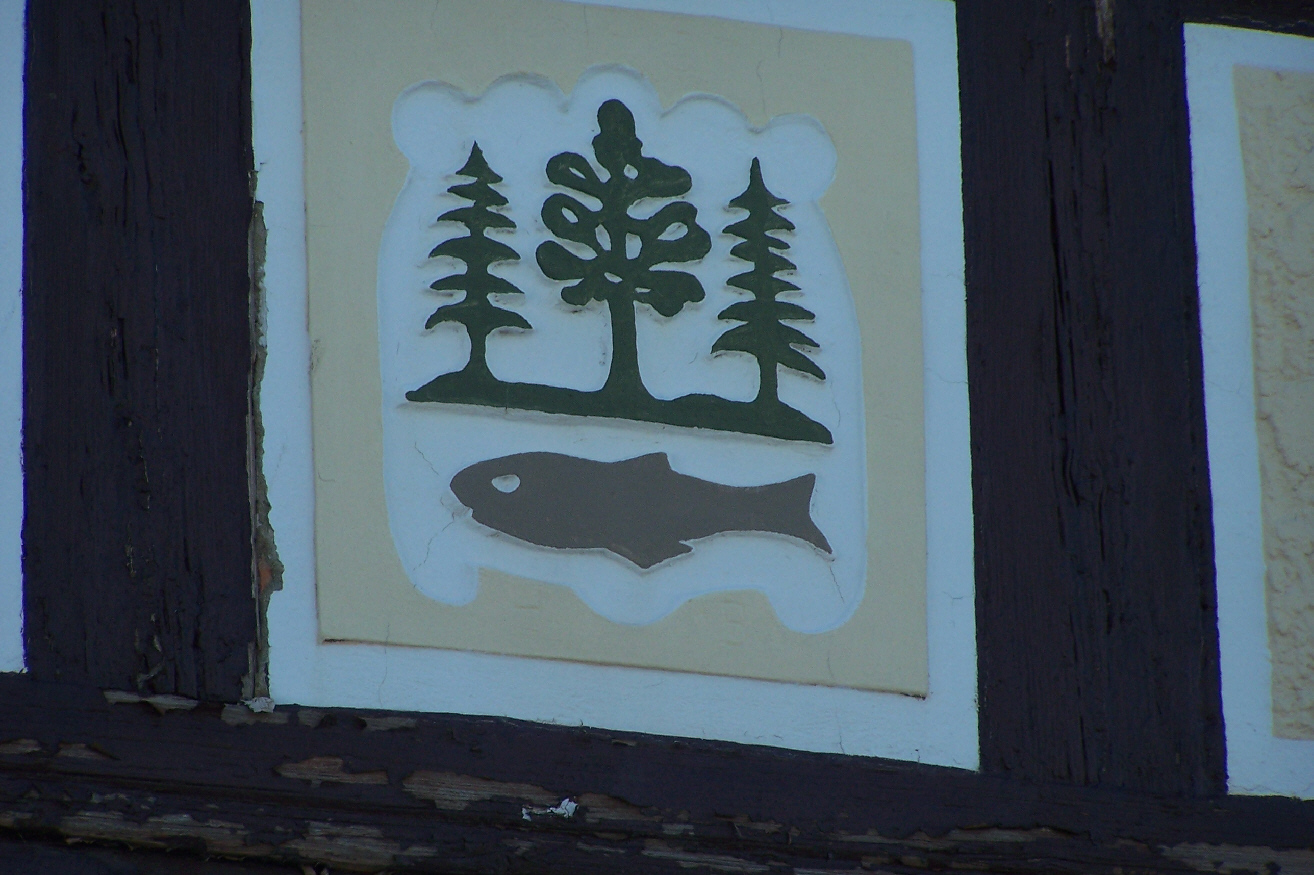
Stilisiertes Ortswappen von Waldfisch

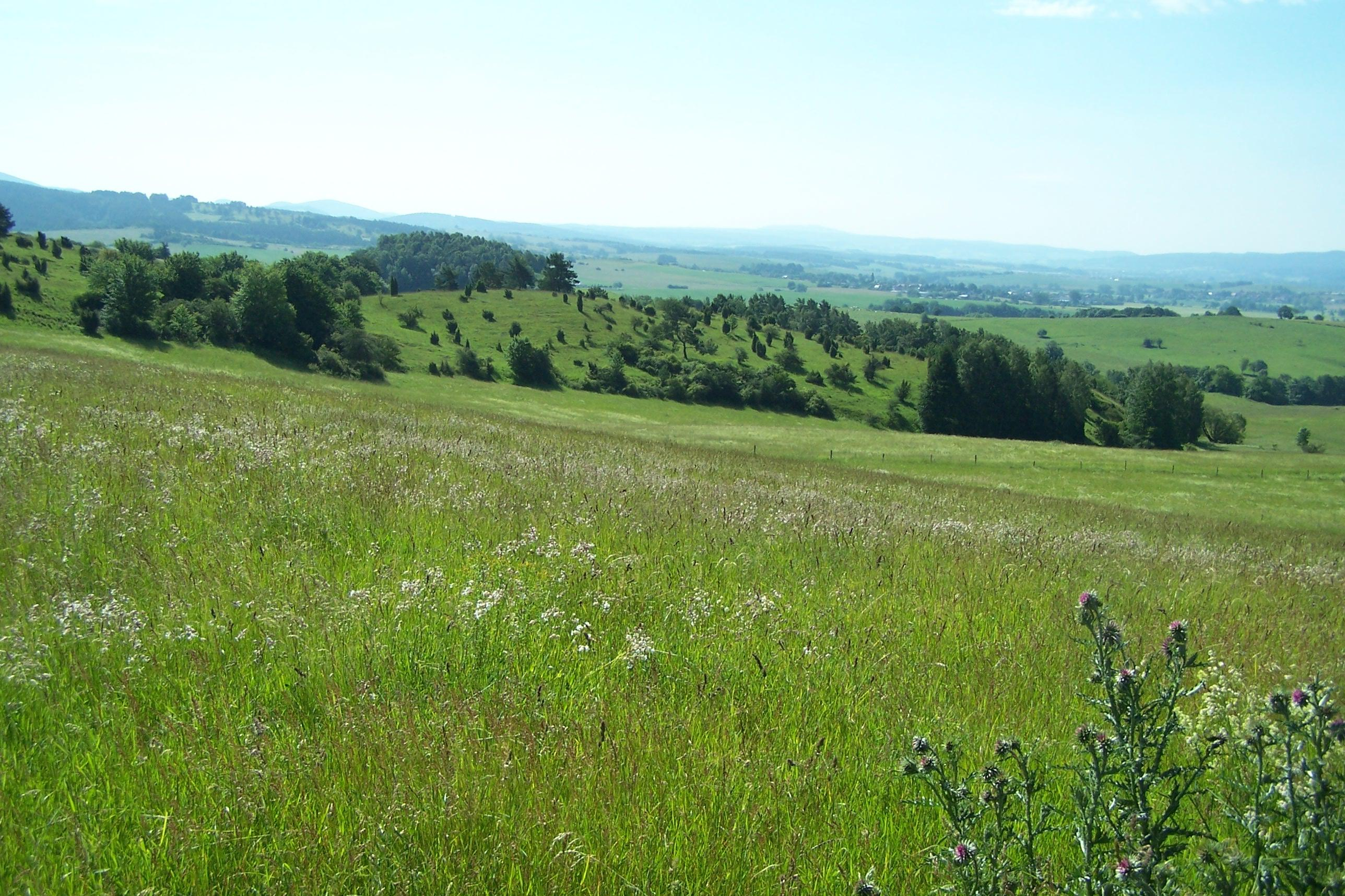
Naturschutzgebiet Wacholderheide

Unweit des Kissels belegt ein bronzezeitliches Hügelgräberfeld die Anwesenheit des Menschen in frühgeschichtlicher Zeit.

### Ersterwähnung
Nachdem bereits 1258 der Frankensteiner Burggraf Ludwig zur Sühne für seinen Überfall auf Mühlhäuser Kaufleute dem Kloster Herrenbreitungen ein Dorf aus seinem Besitz in Aussicht stellte, erfolgte diese Übertragung mit Beurkundung im Folgejahr.
Die Ersterwähnung erfolgte am 18. Juli 1259  als Fischa ... uilla que dictur Uischa domino abbati de Breitinchen.... Schon 1357 heißt es eindeutig Waltfihzscha.

### Ortsname
Die ursprüngliche Bedeutung der Fischbach-Ortsnamen, zu denen auch Waldfisch gehört, deutet auf ein in der Besiedlungsphase noch bedeutendes Laichgewässer der Lachse hin.

### Waldfisch im Mittelalter

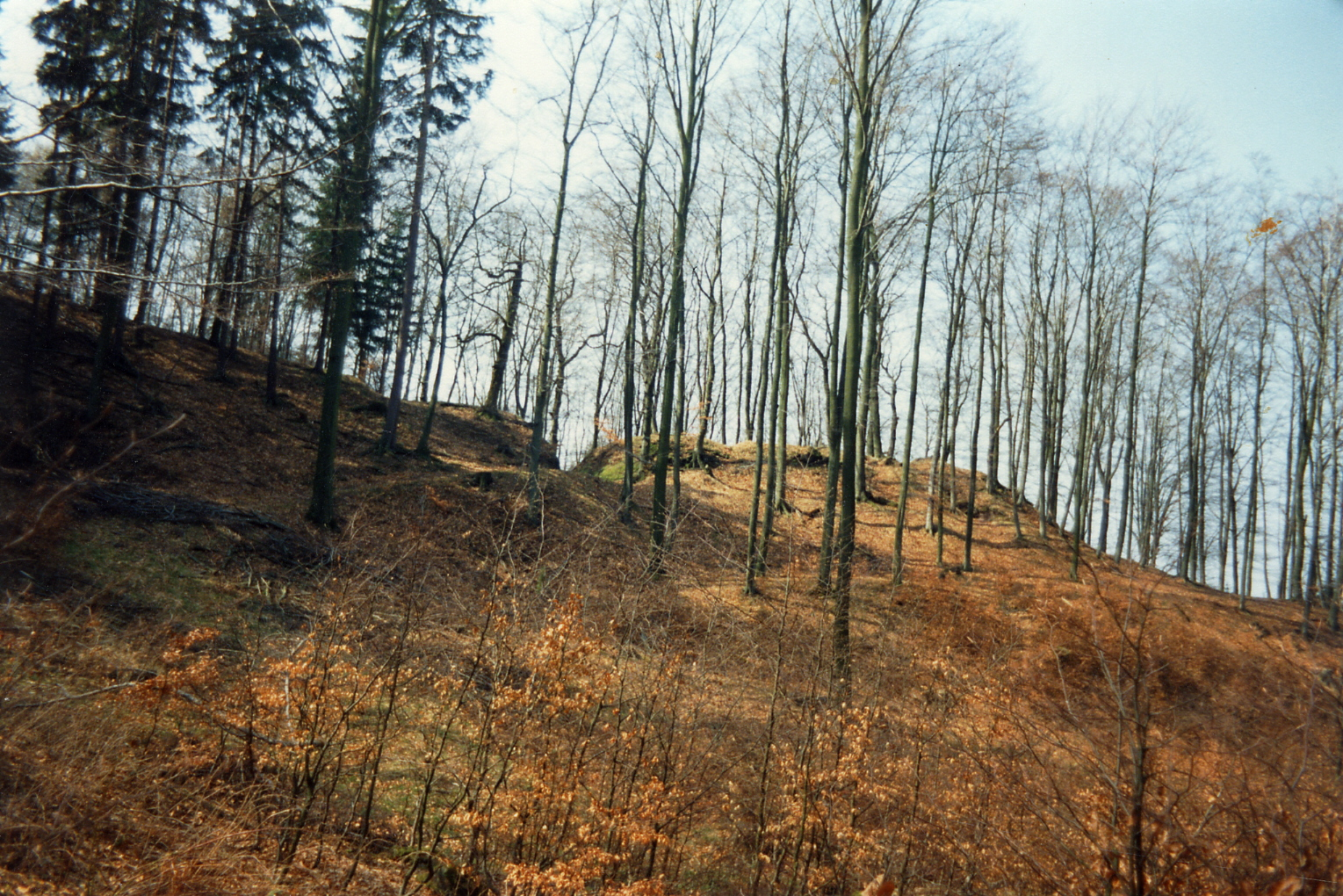
Die Burgstelle Alter Ringelstein

Von Eisenach kommend verlief die sogenannte „Nürnberger Straße“ dicht bei Waldfisch vorbei in Richtung Breitungen und Meiningen. Zu ihrer Kontrolle und Schutz wurden zwei hochmittelalterliche Burgen am Aufstieg aus dem Saargrund erbaut – sie tragen die Namen Alter Ringelstein und Neuer Ringelstein. 1316 erhält Gunter von Salza vom henneberger Grafen umfangreichen Besitz zu Lehen, dazu auch in Vischa. Im Jahr 1444 erhielt Titzmann von Weberstedt die Dörfer Waldfisch, Etterwinden, Eckardtshausen und die Wüstungen Taubenellen und Kottern als Lehen. Zuvor hatte bereits der Thüringer Landgraf Balthasar die als Raubritternest verrufene Burg Ringelstein erobert und zerstört.
Die Geschichte von Waldfisch ist sehr eng mit der Geschichte der benachbarten Stadt Ruhla verbunden. Der Ort bildete mit Gumpelstadt eine der Ruhlaer „Stabgemeinden“, eine besondere mittelalterliche Rechtsform, welche im Ruhlaer Gebiet bis 1897 Bestand hatte und den betreffenden Gemeinden eine begrenzte Autonomie gegenüber den Grund-, Gerichts- und Landesherren gewährte.

### Bergbaugeschichte
Spätestens im 10. Jahrhundert drangen Wanderschmiede in die heutige Gegend um Ruhla und Waldfisch vor, um saisonal das vorhandene Eisenerz abzubauen. Die ersten sesshaften Siedler kamen entlang des Gebirgskammes Rennsteig. Sie waren auf der Suche nach obertägig zu findenden Erzen und verarbeiteten diese vor Ort als Waldschmiede; sie waren zugleich Bergleute, Köhler und Schmiede.
Im 16. Jahrhundert führte der Kupfer-Bergbau um Kupfersuhl und Schweina zu weiteren Bergwerken in den Wäldern bei Waldfisch. Nach dem Dreißigjährigen Krieg kam der Ort 1680 an das Herzogtum Sachsen-Meiningen.

### Neuzeit
Der wichtige Anschluss an das moderne Fernstraßennetz erfolgte 1840 mit dem Bau einer Chaussee von Eisenach über Gumpelstadt und Barchfeld nach Breitungen, Wasungen und Meiningen. Diese Straße wurde zum Vorläufer der heutigen Bundesstraße 19. Bei der Verwaltungsreform 1868 entstand der Landkreis Meiningen. Nach der Abdankung von Herzog Bernhard III. am 10. November 1918 wurde das Herzogtum Meiningen zum Freistaat Sachsen-Meiningen, der bis 1920 fortbestand. 1950 wurde der Ort in den neu geschaffenen Kreis Bad Salzungen eingegliedert. Am 25. März 1994 wurden die Gemeinden Gumpelstadt, Waldfisch und Witzelroda aufgelöst und zur neuen Gemeinde Moorgrund zusammengefasst.
Als Zulieferbetriebe zur Ruhlaer Industrie entstanden um 1920 auch in Waldfisch kleine Werkstätten und Betriebe, die Einwohner arbeiteten aber überwiegend als Waldarbeiter und Bauern.
Im Jahr 1994 wurde Waldfisch ein Ortsteil der im Rahmen einer Verwaltungsgebietsreform gebildeten Gemeinde Moorgrund, die am 1. Dezember 2020 in die Stadt Bad Salzungen eingemeindet wurde.

### Einwohnerentwicklung
Im Jahr 1955 lebten im Ort 257 Einwohner.
Entwicklung der Einwohnerzahl (31. Dezember):
| - 1955: 257 - 1992: 234 - 2014: 257 - 2018: 237 |

## Kultur und Sehenswürdigkeiten

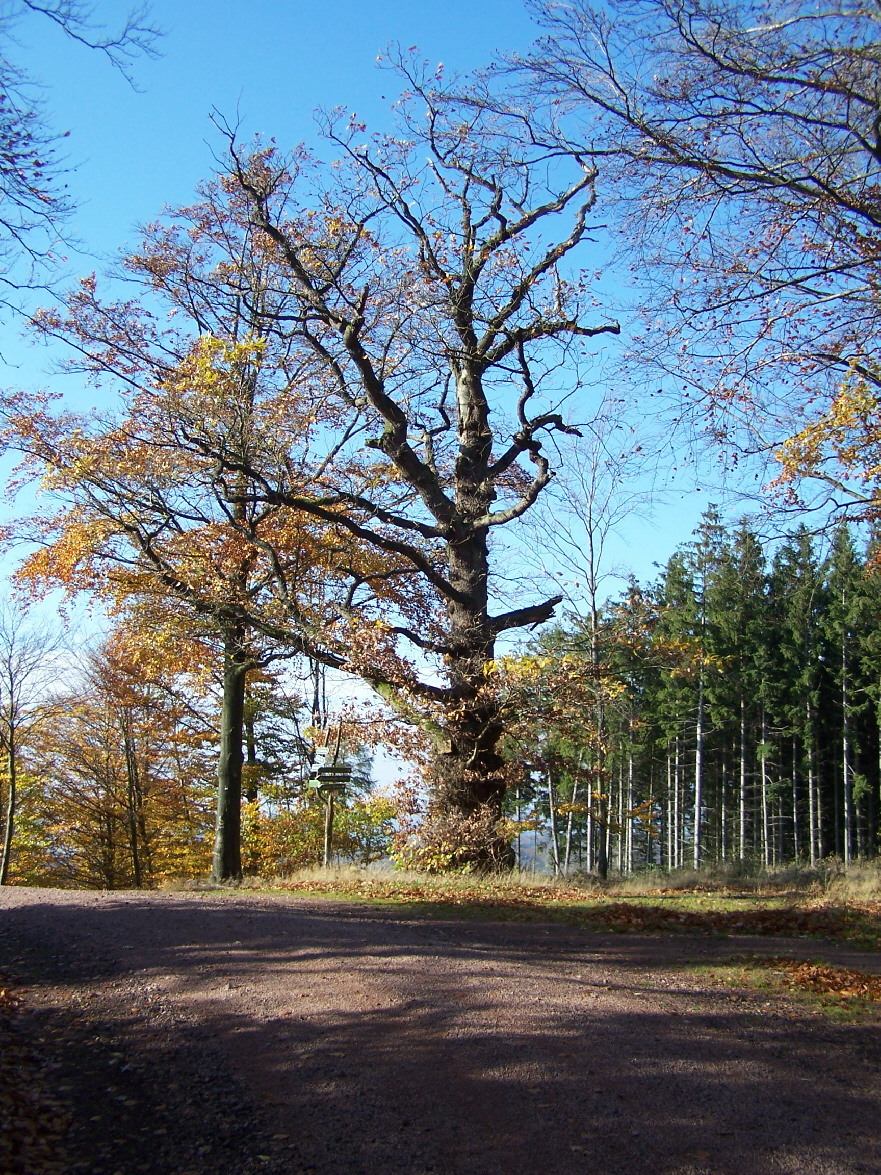
Die Kisseleiche

Wahrzeichen des Ortes ist der Dorfbrunnen – ein alter Ziehbrunnen aus dem 17. Jahrhundert. Das Jagdhaus Kissel ist die bekannteste Sehenswürdigkeit, ein um 1870 im Blockhaus-Stil erbautes Jagdhaus der Meininger Herzöge am Südwesthang des Kissel. An der Zufahrtsstraße zum Kissel trifft man im Wald auf ein bronzezeitliches Hügelgräberfeld. In Richtung Etterwinden steht die Kisseleiche, eine alte Wegmarkierung. Zu den sagenumwobenen Orten in der Nähe des Kissel zählen auch der Brautborn und die Burgwüstungen Alter Ringelstein und Neuer Ringelstein. Zur Förderung des Tourismus wurde der Pummpälzweg angelegt; er führt über den Kissel nach Eisenach. Vom Rennsteig zweigt am Ruhlaer Häuschen der Sallmannshäuser Rennsteig ab, ein beliebter Wanderweg von Ruhla über Marksuhl nach Gerstungen.
Das 32,5 Hektar große Naturschutzgebiet „Wacholderheide“ wurde am 6. April 1995 ausgewiesen. Es befindet sich westlich der Ortslage Waldfisch in Richtung Kupfersuhl.
Die markante 250 bis 300 Jahre alte Linde am südöstlichen Dorfeingang wurde 1957 als Naturdenkmal ausgewiesen.

## Verkehr

### Straßenverkehr
Durch den Ort verläuft die B 19 im Abschnitt Eisenach – Breitungen/Werra – Meiningen. 2009 erfolgte der Baubeginn einer Ortsumgehung, die am 1. September 2011 für den Verkehr freigegeben wurde. Von dieser zweigt die Landesstraße 1023 ab, die über Möhra, Ettenhausen a.d. Suhl, Marksuhl nach Berka/Werra führt.

### Schienenverkehr
Die nächstgelegenen Bahnstationen mit Haltepunkten der Süd-Thüringen-Bahn befinden sich in der Kreisstadt Bad Salzungen und im fünf Kilometer entfernten Ettenhausen an der Suhl.

## Wirtschaft und Tourismus
Die Einwohner von Waldfisch arbeiten überwiegend in den Betrieben von Bad Salzungen, in Eisenach und in den Umlandgemeinden. Im Ort befindet sich ein Standort der Agrargenossenschaft Moorgrund, die Landwirtschaft und Viehzucht nach ökologischen Gesichtspunkten betreibt. Der Ort ist mit dem beliebten Hotel-Restaurant Waldhaus Kissel auch am Rennsteig präsent und somit Teilhaber am Thüringer-Wald-Tourismus. Zur Erweiterung des touristischen Angebotes wurde der Pummpälzweg entwickelt, ein Wanderweg und Austragungsort von Sportwettkämpfen; er führt von Bad Salzungen über den Kissel nach Eisenach.